# 603년

## 연호
- 수(隋) 인수(仁壽) 3년
- 신라(新羅) 건복(建福) 20년

## 기년
- 수(隋) 문제(文帝) 23년
- 신라(新羅) 진평왕(眞平王) 25년
- 고구려(高句麗) 영양왕(嬰陽王) 14년
- 백제(百濟) 무왕(武王) 4년

## 탄생
- 신라(新羅)의 29대 국왕(國王) 태종무열왕(太宗武烈王).

## 사망
- 신라의 공주 숙명공주